# Лівов
Лівов (словац. Livov) — село і муніципалітет в Бардіївському окрузі (словац. okres Bardejov) Пряшівського краю в північно-східній Словаччині в історичній області Шариш.

## Розташування
Львів розташований у північній частині Чергівських гір в долині верхньої течії Топли. 

## Історія
Село згадується вперше в 1600. Вже в сімнадцятому столітті тут працював скляний завод. 
В середині XVIII ст.частина русинського населення Лівова переселилась у Воєводину.

## Населення
| Рік:            | 1994. | 2004.   | 2014.    | 2024.    |
| --------------- | ----- | ------- | -------- | -------- |
| Кількість осіб: | 108   | 105     | 85       | 69       |
| Різниця:        |       | -2,77 % | -19,04 % | -18,82 % |

| Рік:            | 2023. | 2024.   |
| --------------- | ----- | ------- |
| Кількість осіб: | 68    | 69      |
| Різниця:        |       | +1,47 % |

## Сучасність
У селі є греко-католицька церква, збудована в 1841 році в стилі класицизму.